# Tony Anholt
Tony Anholt, właśc. Anthony Anholt (ur. 19 stycznia 1941 w Singapurze, zm. 26 lipca 2002 w Londynie) – brytyjski aktor telewizyjny, najbardziej znany jako Tony Verdeschi, zastępca komandora Koeniga (Martin Landau), szef ochrony i centrum dowodzenia z klasycznego brytyjskiego serialu science fiction RAI/ITV Kosmos 1999 (1976-77). Wystąpił także jako Lepidus w miniserialu ABC Ostatnie dni Pompei (The Last Days of Pompeii, 1984) z Laurence’em Olivierem i Frankiem Nero oraz w serialach: Tylko głupcy i konie (Only Fools and Horses, 1985), Łowcy skarbów (Relic Hunter, 2000) i Lexx (2001-2002).
Zmarł w 2002 w Londynie na nowotwór ośrodkowego układu nerwowego.